# Valtteri Moren
Valtteri Moren (Vantaa, 15 giugno 1991) è un ex calciatore finlandese, di ruolo difensore.

## Carriera

### Club
Inizia la carriera nel Klubi-04, squadra riserve dell'HJK, gioca 25 gare in Ykkönen, seconda divisione del campionato finlandese, segnando anche una rete. In seguito torna all'HJK, con cui gioca 9 partite in campionato e 2 nei preliminari di Champions League, entrambe nel secondo turno preliminare contro i gallesi del Bangor City, vinte rispettivamente per 3-0 e 10-0.

### Nazionale
Ha giocato in tutte le rappresentative giovanili del suo Paese, giocando in particolare 4 partite nella nazionale Under-21 finlandese, partecipando anche alle qualificazioni del campionato europeo di categoria. Il 31 maggio 2014 ha segnato il suo primo gol con la nazionale maggiore, in una partita amichevole vinta per 2-0 contro l'Estonia.
Tra il 2014 ed il 2016 ha inoltre segnato un gol in complessive 4 presenze con la nazionale maggiore.

## Statistiche

### Presenze e reti nei club
Statistiche aggiornate al 22 ottobre 2012.
| Stagione        | Squadra         | Campionato      | Campionato | Campionato | Coppe nazionali | Coppe nazionali | Coppe nazionali | Coppe continentali | Coppe continentali | Coppe continentali | Altre coppe | Altre coppe | Altre coppe | Totale | Totale |
| Stagione        | Squadra         | Comp            | Pres       | Reti       | Comp            | Pres            | Reti            | Comp               | Pres               | Reti               | Comp        | Pres        | Reti        | Pres   | Reti   |
| --------------- | --------------- | --------------- | ---------- | ---------- | --------------- | --------------- | --------------- | ------------------ | ------------------ | ------------------ | ----------- | ----------- | ----------- | ------ | ------ |
| 2009-2010       | Klubi-04        | Ykkönen         | 25         | 1          | -               | -               | -               | -                  | -                  | -                  | -           | -           | -           | 25     | 1      |
| 2011            | HJK Helsinki    | Veikkausliiga   | 8          | 0          | -               | -               | -               | -                  | -                  | -                  | -           | -           | -           | 8      | 0      |
| 2011-2012       | HJK Helsinki    | Veikkausliiga   | 7          | 1          | SC+LC           | 1+0             | 0+0             | UCL                | 2                  | 0                  | -           | -           | -           | 10     | 1      |
| Totale carriera | Totale carriera | Totale carriera | 40         | 2          |                 | 1               | 0               |                    | 2                  | 0                  |             |             |             | 43     | 2      |

## Palmarès

### Club

#### Competizioni nazionali
- Campionato finlandese: 7

HJK: 2011, 2012, 2013, 2014, 2020, 2021, 2023
- Coppa di Finlandia: 3

HJK: 2011, 2014, 2020
- Coppa di Lega finlandese: 2

HJK: 2015, 2023